# Adam Chalupka
Adam Chalupka (28. října 1767, Nemecká, dnes Partizánska Ľupča – 5. července 1840, Horná Lehota) byl slovenský učitel, evangelický farář a náboženský spisovatel; otec slovenských spisovatelů Jána Chalupky a Sama Chalupky.

## Životopis
Narodil se v rodině Michala Chalupky a jeho manželky Evy, rozené Kusý. V letech 1786-1789 chodil do škol v Paludze, Kežmarku, Miškovci, Banské Štiavnici a Bratislavě. Od roku 1789 působil jako učitel v Horné Mičiné a od roku 1792 jako evangelický farář v Horné Lehotě.

## Tvorba
Věnoval se náboženské publicistice, část jeho prací zůstala v rukopise.